# Dakar Rally 2009
Dakar Rally 2009 er den 30. udgave af løbet. Løbet startede officielt 5:00 UTC-03 (8:00 UTC) 3. januar 2009, og vil foregå i Argentina og Chile. Det er den første udgave af løbet, som ikke finder sted i Europa og Afrika. Arrangørerne besluttede at flytte løbet på grund af sikkerhedsproblemer.

## Deltagere
540 hold fra 50 lande deltager i løbet. 217 motorcykler, 25 all-terrain vehicle, 177 biler og 81 lastbiler kørt af i alt 837 deltagere var blev godkendt til at starte.

## Ruten
Løbet begynder i Buenos Aires, Argentina og vil derefter lave et "loop", som tager dem til Buenos Aires. Den totale længde, som deltagerne skal tilbagelægge er mere end 9578 km, hvoraf de 5652 km er speciale etaper. Der vil være hviledag i Valparaíso, Chile 10. januar. Der er i alt 10 etaper i Argentina og 3 i Chile.